# 島善高
島 善高（しま よしたか、1952年（昭和27年）7月30日 - 2020年（令和2年）9月4日）は、日本の法制史学者。
早稲田大学社会科学総合学術院教授。法学博士（京都大学）。
専門は、法制史、基礎法学、日本近代史、皇室史（旧・皇室典範）。また、早稲田大学の歴史および、創立者大隈重信に詳しい。

## 来歴
佐賀県佐賀市出身。1971年（昭和46年）、佐賀県立佐賀北高等学校卒業、1976年（昭和51年）、早稲田大学法学部卒業、1978年（昭和53年）、國學院大學大学院法学研究科修士課程修了、1982年（昭和57年）、國學院大學大学院法学研究科単位取得退学。同1982年（昭和57年）、日本学術振興会奨励研究員、1983年（昭和58年）から1986年（昭和61年）まで國學院大學非常勤講師。
國學院大學大学院では、すでに瀧川政次郎が退職した後であり、小林宏に師事。小林の勧めもあって瀧川の自宅に通うようになり、1986年（昭和61年）名城大学教職課程部講師として赴任するまでその教えを受けた。
1989年（昭和64年/平成元年）に名城大学助教授、1991年（平成3年）に早稲田大学社会科学部助教授に転任し、1995年（平成7年）から早稲田大学社会科学部教授・大学院社会科学研究科教授、2004年（平成16年）9月から早稲田大学社会科学総合学術院教授。2011年（平成23年）、博士 （京都大学、学位論文「律令制から立憲制へ」）。
2012年（平成24年）、総理官邸で行われた「皇室制度に関する有識者ヒアリング」に招かれ、皇室史・明治皇室典範（旧・皇室典範）制定過程の研究者として、意見陳述を行った。
2020年（令和2年）9月4日、肺癌のため埼玉県の自宅で死去、68歳。

## 大隈重信研究
早稲田大学の成り立ちに詳しく、早稲田大学の歴史を、非西洋における近代国家・日本の形成という大きな流れの中に位置づけ、「東西文明の調和」を理念に掲げた早稲田大学の歴史を、近代日本の政治・外交の歩みと重ね、その今日的意義を探る。
創立者大隈重信とは同郷で、大隈が、マスクメロンの味をこよなく愛し、趣味の園芸を生かし、自宅の温室でメロンを育て、品種改良によりメロンの大衆普及化を試みていたといったエピソードにも詳しい。
2011年（平成23年）、大隈候の90回忌にあわせ、慶應義塾創立者の福澤諭吉との親交や、大隈についての新しい研究成果を反映させた「佐賀偉人伝02『大隈重信』」を上梓した。 書籍版のほか、電子書籍版(PC版 iPad版 iPhone版 Android版)も発売され、PC版 iPad版 には、演説の一部が収められており、大隈の「肉声」を聴くことも出来る。

## 著書

### 単著
- 『近代皇室制度の形成　明治皇室典範のできるまで』 成文堂、1994年
- 『早稲田大学小史』 早稲田大学出版部、2003年、第2版2005年、 第3版2008年。新書判
- 『律令制から立憲制へ』 成文堂、2009年
- 『大隈重信　佐賀偉人伝02』 佐賀県立佐賀城本丸歴史館、2011年

### 編著・史料編纂
- 『日本立法資料全集 16　明治皇室典範 上・下』（共編） 信山社出版、1996-1997年
- 『松村謙三 資料編』[4]（木村時夫・高橋勇市共編）財団法人櫻田会、1999年
- 『元老院国憲按編纂史料』 国書刊行会、2000年
- 『渡邊廉吉日記』（小林宏・原田一明共編） 行人社、2004年
- 『副島種臣全集 著述篇 1』 慧文社、2004年
- 『副島種臣全集 著述篇 2』 慧文社、2004年
- 『副島種臣全集 著述篇 3』 慧文社、2007年

### 分担執筆
- 『律令論纂』（小林宏編） 汲古書院、2003年
- 『律令法とその周辺』（國學院大學日本文化研究所編） 汲古書院、2004年
- 『井上毅と梧陰文庫』（國學院大學日本文化研究所編） 汲古書院、2006年

## その他
日本近代史、比較法制史の専門家としてテレビ等でコメントすることがある（日本テレビ「ズームイン!!SUPER」(韓国の恩赦制度の背景について)、NHK教育テレビ『知るを楽しむ・歴史に好奇心』「明治改暦大事件」(明治の改暦について) ）。
皇室史の研究者でもあり、女系天皇についての議論が盛んになる以前から、この問題について発言を行っていた。